# Jerónimo Manrique de Lara
Jerónimo Manrique de Lara (?,? - Àvila, 22 de setembre de 1595) va ser un religiós castellà, al servei de Felip II de Castella, que va ser bisbe de Cartagena i d'Àvila, membre de la Inquisició, que va arribar a ser inquisidor general, però amb un breu mandat de deu mesos.
Fill natural del cardenal Alfonso Manrique de Lara, que va ser també inquisidor general en època de Carles V. Col·legial de San Ildefonso d'Alcalá de Henares, membre del Consell del Rei de la Santa Inquisició. Va ser nomenat bisbe de Cartagena, pren possessió el 30 de març de 1583, i encara que demostra interés per venir personalment a la diòcesi, segons ell mateix, el rei va demanar-li que romanguès a la capital. Finalment, va presentar-se a Múrcia el 23 d'octubre de 1583, i durant el seu mandat se celebra un sínode. Després d'estar molt de temps a Madrid al servei de Felip II, és enviat a la Cancelleria de Valladolid el 1589. Malgrat que va demanar de forma reiterada retornar a la seva diòcesi, va quedar-se a Valladolid fins que va ser promogut al bisbat d'Àvila el novembre de 1590, càrrec que exercí fins a la seva mort.
Jurista eclesiàstic, va tenir una carrera important dins de la inquisició fins a prendre possessió del càrrec d'inquisidor general l'1 de maig de 1595, succeint a Gaspar de Quiroga, i sent ja bisbe d'Àvila. Les butlles papals pel càrrec d'inquisidor van arribar el 10 de febrer de 1595, i mor el 22 de setembre del mateix any. Durant l'exercici d'aquest càrrec va tenir poca importància, a causa de la curta durada del mandat, de deu mesos, per la seva mort aquell mateix any.